# Fabio Ciollaro
Fabio Ciollaro (* 21. září 1961, San Vito dei Normanni) je italský římskokatolický duchovní a biskup Cerignola-Ascoli Satriano.

## Život
Narodil se 21. září 1961 v San Vito dei Normanni.
Vstoupil do Papežského regionálního semináře Pia XI. v Molfettě. Dne 14. června 1986 byl arcibiskupem Settimiem Todiscem vysvěcen na kněze a inkardinován do arcidiecéze Brindisi. Na Papežské fakultě Teresianum získal doktorát z teologie. Působil jako kněz ve farnostech Guagnano, San Vito dei Normanni, v Brindisi a San Pancrazio Salentino.
Zastával funkci rektora kněžského semináře v Ostuni a několik let vykonával úřad ředitele diecézní školy. Byl profesorem na Vyšším institutu náboženských studií v Brindisi. Dne 8. září 2014 byl ustanoven generálním vikářem arcidiecéze.
Dne 2. dubna 2022 jej papež František jmenoval biskupem Cerignola-Ascoli Satriano. Biskupské svěcení přijal 14. června z rukou arcibiskupa Domenica Caliandra a spolusvětiteli byli arcibiskup Francesco Gioia a arcibiskup Luigi Renna.